# Alain Ponelle
Alain Ponelle (13 de abril de 1983-2 de febrero de 2013) fue un jugador de fútbol francés que jugaba en la demarcación de centrocampista.

## Biografía
Alain Ponelle debutó en su carrera futbolística en 2004 con el Dannemarie a la edad de 21 años. Jugó durante una temporada en la que apenas jugó debido a las lesiones. Tras un año, en 2005, fue traspasado al FC Saint-Louis Neuweg, equipo en el que militó hasta su fallecimiento durante ocho temporadas, logrando un total de cuatro goles, tres en la Copa de Francia y uno en el Championnat de France Amateur 2.

## Muerte
Falleció el 2 de febrero de 2013 tras recibir una puñalada en un altercado en un apartamento con un amigo de su mujer.

## Clubes
| Club                  | País    | Año         |
| --------------------- | ------- | ----------- |
| Dannemarie            | Francia | 2004 - 2005 |
| FC Saint-Louis Neuweg | Francia | 2005 - 2013 |